# دوري سلوفينيا لكرة القدم 2001–02
دوري سلوفينيا لكرة القدم 2001–02 (بالإيطالية: Prva slovenska nogometna liga 2001-2002)‏ هو الموسم 11 من  دوري سلوفينيا لكرة القدم. أقيم خلال الفترة 23 يوليو 2001 وحتى 5 مايو 2002، والذي يشرف على تنظيمه اتحاد سلوفينيا لكرة القدم، وكان عدد الأندية المشاركة فيه  12، وفاز فيه نادي ماريبور.